# الجائزة الوطنية في العلوم والآداب في المكسيك
الجائزة الوطنية في العلوم والآداب في مدينة المكسيك (بالإسبانية: (Premio Nacional de Ciencias y Artes (México) تأسست عام 1945 في من قبل رئاسة الجمهورية المكسيكية وذلك لتشجيعهم على التطوير الثقافي والعلمي والتكنولوجي. وهي جائزة تمنح لشخص أو أكثر أو لمنظمة غير حكومية والذين يستوفون الشروط، وتمنح في المجالات التالية:
- علم اللغة والأدب
- الفنون الجميلة
- التاريخ، والعلوم الاجتماعية والفلسفة
- العلوم الطبيعية والفيزياء والرياضيات
- التكنولوجيا والتصميم
- الفنون والحرف اليدوية